# Kanton Caluire-et-Cuire
Kanton Caluire-et-Cuire (francouzsky Canton de Caluire-et-Cuire) je francouzský kanton v departementu Rhône v regionu Rhône-Alpes. Tvoří ho pouze město Caluire-et-Cuire.